# Gerard Jones (écrivain)
Pour les articles homonymes, voir Gerard Jones et Jones.
Gerard Jones (né le 10 juillet 1957) est un écrivain et scénariste de bandes dessinées américain, connu principalement pour son travail sur la culture et les médias américains, et pour ses scénarios dans la bande dessinée pour divers éditeurs. Il a été condamné à six ans de prison en 2018 pour possession d'images de pornographie infantile.

## Biographie
Gerard Jones est né à Cut Bank, dans le Montana, et a grandi en Californie du sud, dans les villes de Los Gatos et Gilroy.
De 1983 à 1988, Gerard  Jones et Will Jacobs ont été contributeurs pour le magazine National Lampoon. Ils ont également écrit The Beaver Papers – un livre parodiant la série TV Leave It to Beaver – et The Comic Book Heroes: From the Silver Age to the Present. Jacobs et lui retournèrent à la fiction humoristique en 2014 avec The Beaver Papers 2 et My Pal Splendid Man.
De 1987 à 2001, il a écrit des bandes dessinées pour Marvel Comics, DC Comics, Dark Horse Comics, Viz Media, Malibu Comics et d'autres éditeurs, incluant des séries telles que Green Lantern, La Ligue de Justice, Prime, Ultraforce, El Diablo, Wonder Man, Martian Manhunter, Elongated Man, The Shadow, Pokémon Aventures, Dragon Ball, Batman et – avec Will Jacobs – The Trouble with Girls.
Depuis 1993, Jones a été avant tout un écrivain pour des livres concernant principalement la culture américaine et les médias, notamment la comédie à la télévision (Honey I'm Home), la violence dans les divertissements (Killing Monsters), et l'histoire de la bande dessinée (Men of Tomorrow). Il apparaît dans des documentaires, notamment dans  Look, Up in the Sky: The Amazing Story of Superman, American Masters : Lucille Ball et Make 'Em Laugh: The Funny Business of America[réf. nécessaire].

### Vie privée
Gerard  Jones et sa femme vivent à San Francisco.

### Condamnation pour pédopornographie
Gerard Jones a été arrêté en décembre 2016 pour des fait de distribution et possession de pornographie juvénile. Son premier avocat a plaidé "non coupable", mais en avril 2018 Jones a changé son plaidoyer pour "coupable", en admettant que la police avait trouvé "de nombreux appareils électroniques contenant des dizaines de milliers d'images et des centaines de vidéos de pornographie enfantine" dans sa maison. En août 2018, il a été condamné à six ans de prison, suivie d'une période de cinq ans de liberté conditionnelle, accompagné d'un montant non précisé de dommages et intérêts à verser à ses victimes.

## Publications

### Livres
- The Beaver Papers: The Story of the Lost Season (avec Will Jacobs, Crown Publishers, 1984,  (ISBN 978-0-517-54991-9))
- Honey I'm Home: Sitcoms Selling the American Dream (St Martin's Griffin, 1993,  (ISBN 978-0-312-08810-1))
- The Comic Book Heroes: The First History of Modern Comic Books – From the Silver Age to the Present (avec Will Jacobs, Crown Publishing Group 1985, 1996 – édition révisée –  (ISBN 0-517-55440-2) )
- Killing Monsters: Why Children Need Fantasy, Superheroes and Make-Believe Violence (Basic Books, 2003,  (ISBN 978-0-465-03696-7))
- Men of Tomorrow: Geeks, Gangsters, and the Birth of the Comic Book (Basic Books, 2005,  (ISBN 978-0-465-03657-8))

### Bandes dessinées
- 2099 Unlimited n°1-10
- Batman: Fortunate son, DC Comics, 1999
- Batman: Jazz #1-3
- Dragon Ball (version anglaise), Viz Media 1998-2004
- Dragon Ball Z (version anglaise), Viz Media, 1998-2006
- Dragon Ball: En Couleur (version anglaise), Viz Media, 2014–en cours
- Elongated Man n°1-4
- Freex n°1-18
- Godwheel n°0 à 3
- Green Lantern (Volume 3) n°1-47, DC Comics, 1990-1993
- Green Lantern: Emerald Dawn n°2-6 (avec Jim Owsley, Keith Giffen, M. D. Bright et Romeo Tanghal), DC Comics, 1989-1990
- Green Lantern: Emerald Dawn II n°1-6, DC Comics, 1991
- Green Lantern: Mosaic  n°1-18, DC Comics, 1992-1993
- Guy Gardner: Reborn n°1-3
- Guy Gardner n°1-10
- Hulk 2099 n°1-10
- Justice League Europe #14-57, Annual n°2 À 5
- Justice League America n°0, 93-113, Annuel n°9
- Justice League Spectacular n°1
- Martian Manhunter: American Secrets, DC Comics
- Oktane (avec Gene Ha, Dark Horse Comics, 1996,  (ISBN 978-1-56971-212-2))
- Pokemon Aventures Volumes 1-14 (Version Anglaise), Viz Media, 2000-2003, 2009-2011
- Power of Prime n°1-4, Malibu Comics, 1995
- Prime n°1-26, Malibu Comics, 1993-1995
- Prime n°1-15, Malibu Comics, 1995-1996
- Prime/Captain America n°1
- Prime vs Incredible Hulk n°1
- Ranma ½ (version anglaise), Viz Media, 1993-2006
- Solitaire n°1-12
- The Trouble with Girls (avec Will Jacobs et Tim Hamilton, Malibu Comics, 1987)
- Ultraforce n°0-6
- Wonder Man n°1-29, Marvel Comics, 1991-1994

## Récompenses
- 2005 : Prix Eisner du Meilleur Livre lié à la Bande Dessinée avec Men of Tomorrow: Geeks, Gangsters, and the Birth of the Comic Book.